# هوارد ديفيز (مخرج مسرحي)
هوارد ديفيز (بالإنجليزية: Howard Davies)‏ (و. 1945 – 2016 م) هو مخرج مسرحي، ومخرج أفلام، من المملكة المتحدة، ولد في دورهام، إنجلترا، توفي عن عمر يناهز 71 عاماً.

## جوائز وترشيحات
حصل على جوائز منها:
- جائزة لورنس أوليفيه
- قائد وسام الامبراطورية البريطانية.

ترشح لـ:
- جائزة توني لأفضل إخراج مسرحي [الإنجليزية]‏ (2002)
- جائزة توني لأفضل إخراج مسرحي [الإنجليزية]‏ (1999)
- جائزة توني لأفضل إخراج مسرحي [الإنجليزية]‏ (1987).

## وصلات خارجية
- هوارد ديفيز على موقع IMDb (الإنجليزية)
- هوارد ديفيز على موقع ألو سيني (الفرنسية)
- هوارد ديفيز على موقع ميوزك برينز (الإنجليزية)
- هوارد ديفيز على موقع أول موفي (الإنجليزية)
- هوارد ديفيز على موقع قاعدة بيانات برودواي على الإنترنت (الإنجليزية)
- هوارد ديفيز على موقع قاعدة بيانات الأفلام السويدية (السويدية)
- هوارد ديفيز على موقع قاعدة بيانات الفيلم (الإنجليزية)
- هوارد ديفيز على موقع كينوبويسك (الروسية)